# Gapfohler Falben

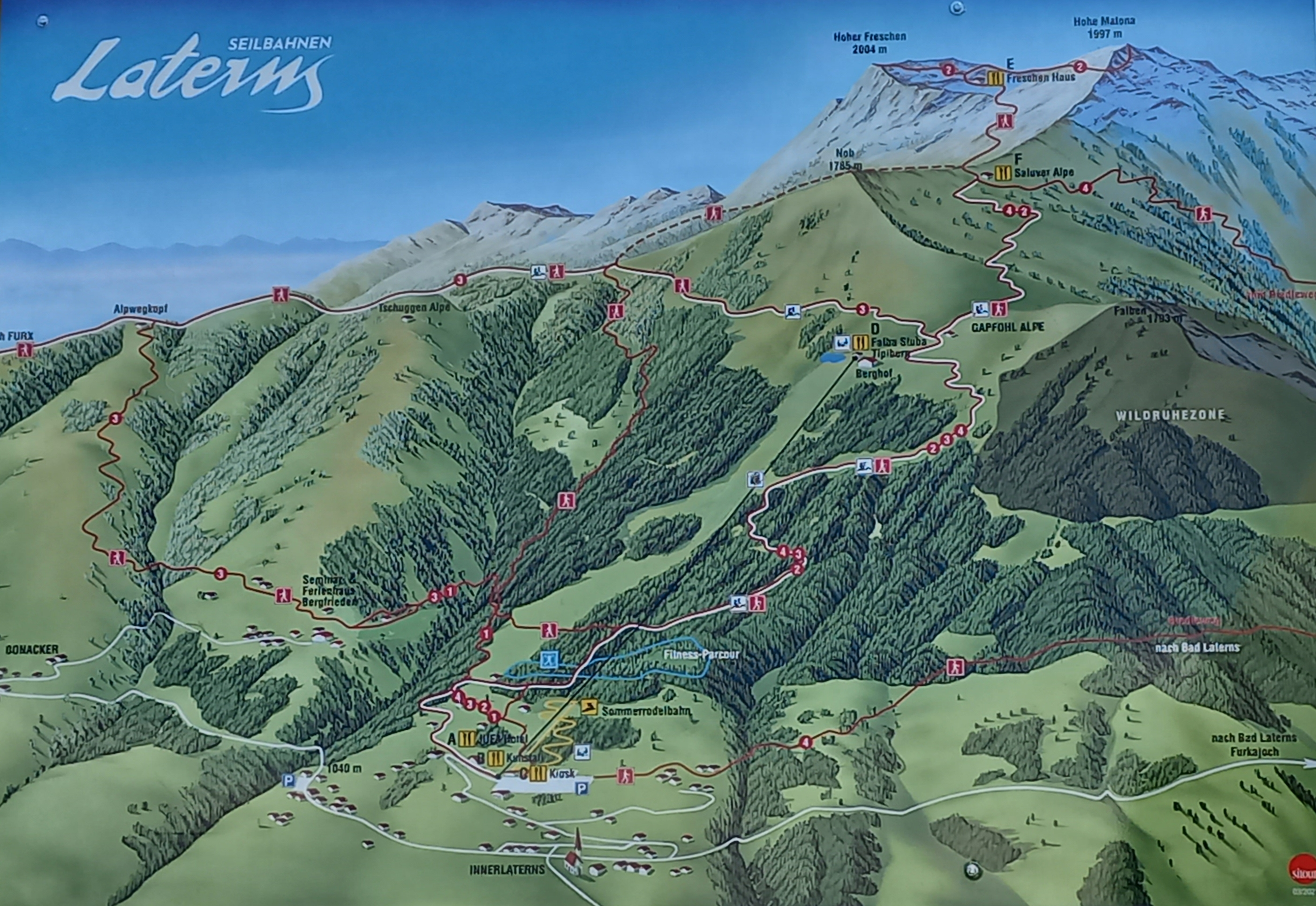
Wandergebiet Gapfohl

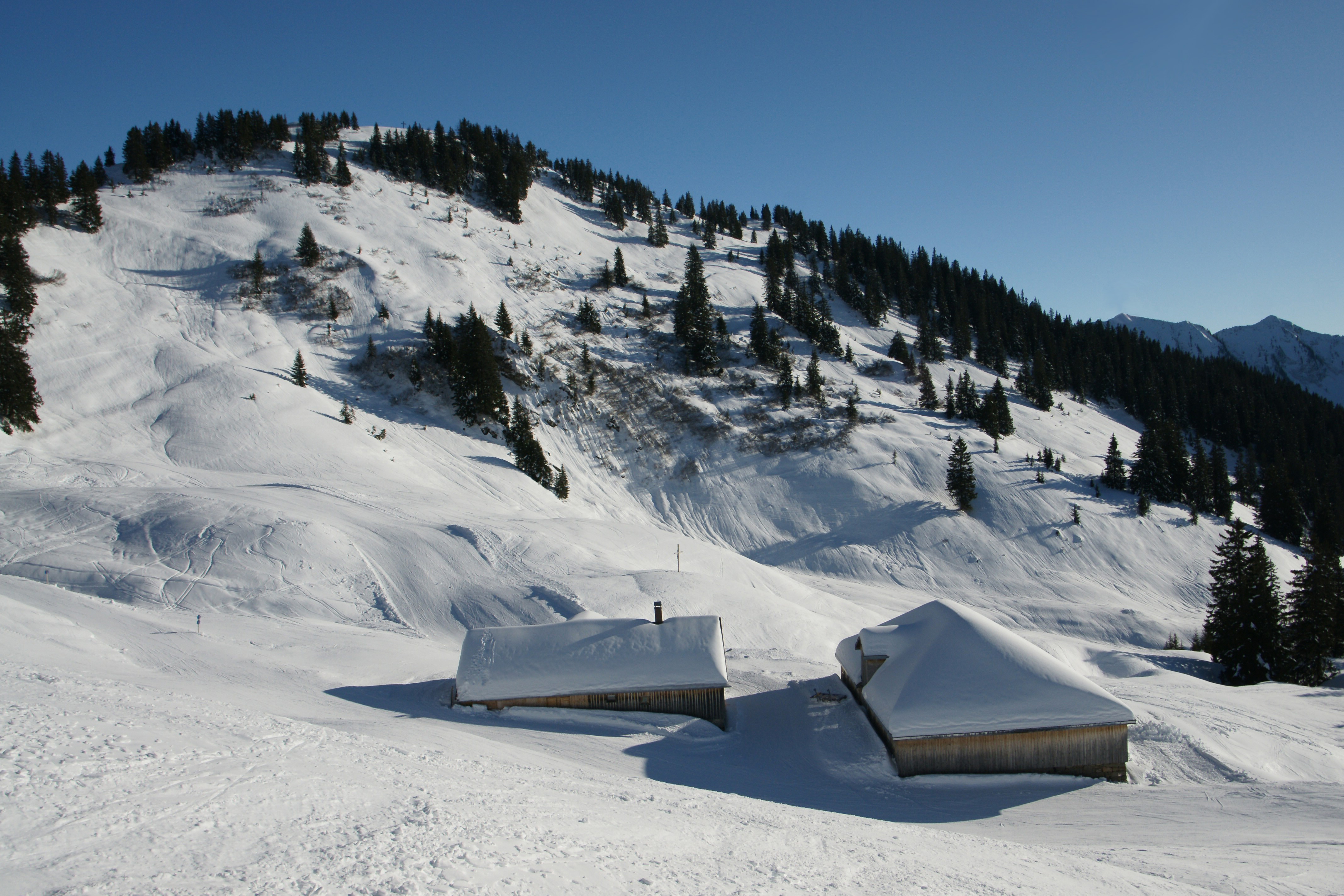
Fapfohler Falben im Winter

Der Gapfohler Falben oder einfach nur Falben ist ein 1793 m hoher Berg in der Freschengruppe im Bregenzerwaldgebirge.

## Bezeichnung
Die Bezeichnung Falben wird in dieser Region sehr häufig verwendet. Der Gapfohler Falben ist nicht zu verwechseln mit dem 1938 m hohen Gerenfalben, der etwa 3 km östlich liegt, oder mit dem Falben in der Kugelgruppe, der etwa 5 km nordwestlich liegt. Der Sererfalben oder Seraspitz liegt etwa 4 km südöstlich nahe dem Furkajoch.

## Lage
Der Berg liegt auf der Nordseite des Laternsertals, nordöstlich der Ortschaft Innerlaterns. Er liegt nicht auf den Hauptkämmen der Freschengruppe. 

## Wandern
Das gesamte Gebiet ist ein sehr beliebtes Wandergebiet. Der Berg kann von der Gapfohl Alpe aus über den Nordhang bestiegen werden. Auch über die Südseite ist ein Aufstieg möglich, es handelt sich allerdings nicht um offizielle markierte Wanderwege.

## Schifahren
Der Berg liegt östlich vom Skigebiet Laterns Gapfohl. Daher sind Schitouren auf den Gapfohler Falben relativ einfach.

## Biotope und Naturschutz
Der Berg liegt knapp außerhalb des Naturschutzgebiets Hohe Kugel - Hoher Freschen - Mellental. Westlich und südlich des Gipfels befinden sich mehrere Biotope mit Hang- und Flachmooren.
Die Wildruhezone Altenstädter Wald/Falben liegt südlich des Gipfels bis zur Laternser Straße und östlich des Gipfels bis zum Badbach/Garnitzabach. Das Betretungsverbot gilt vom 15. August bis zum 1. Mai.